# Korvet

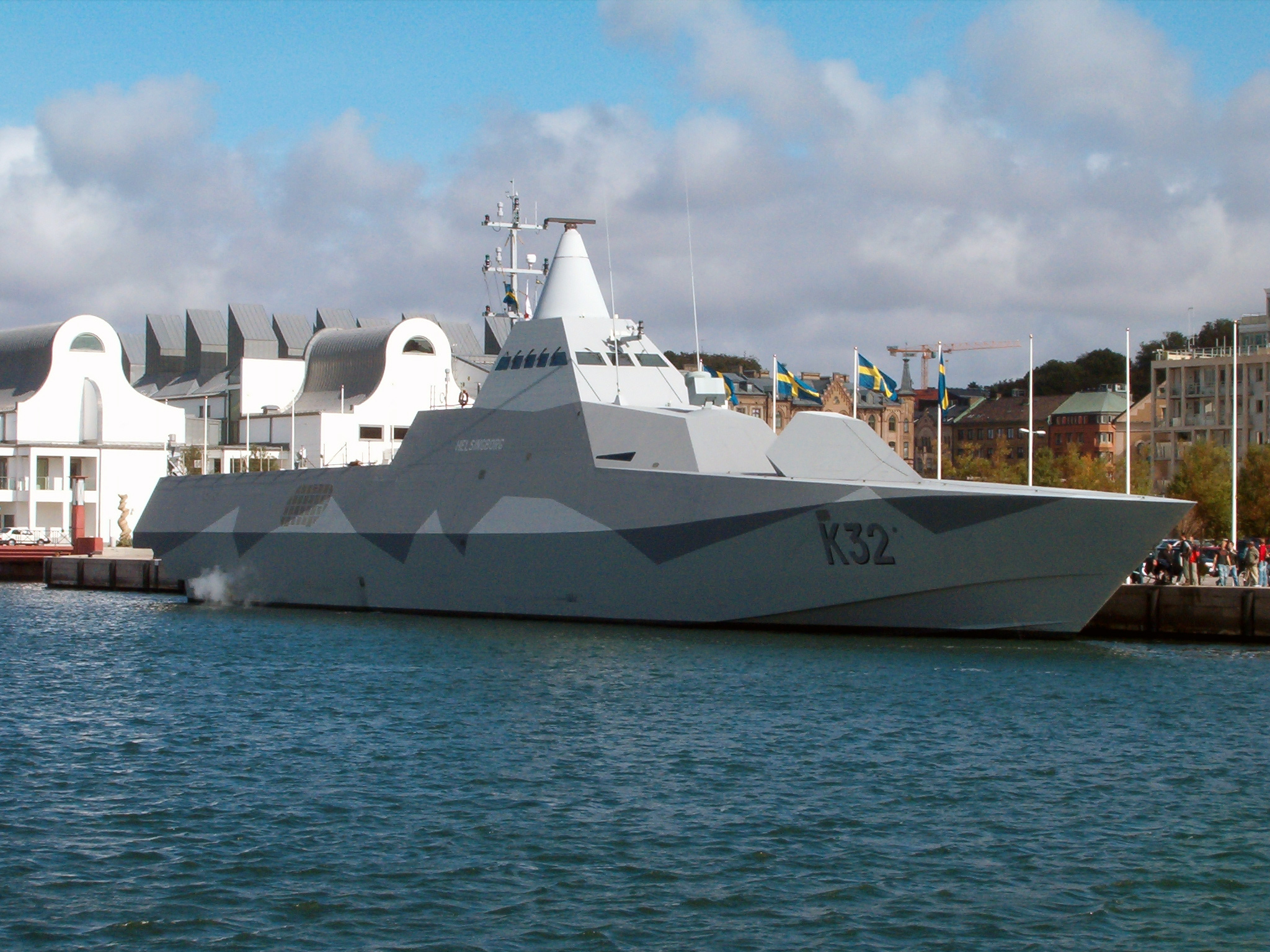
Zweeds korvet van de Visby-klasse.

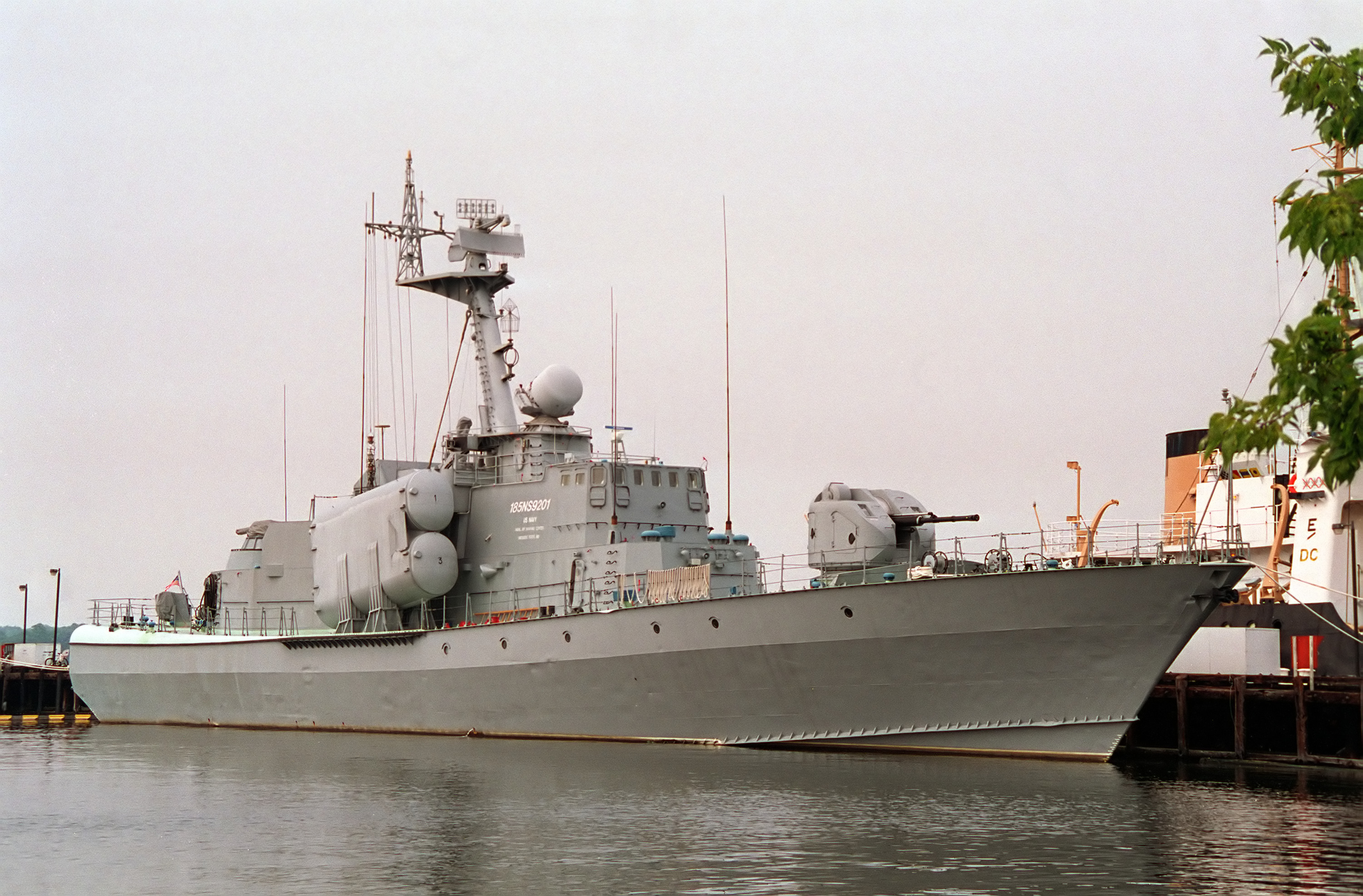
De Hiddensee, een Oost-Duits korvet van de Tarantul-klasse.

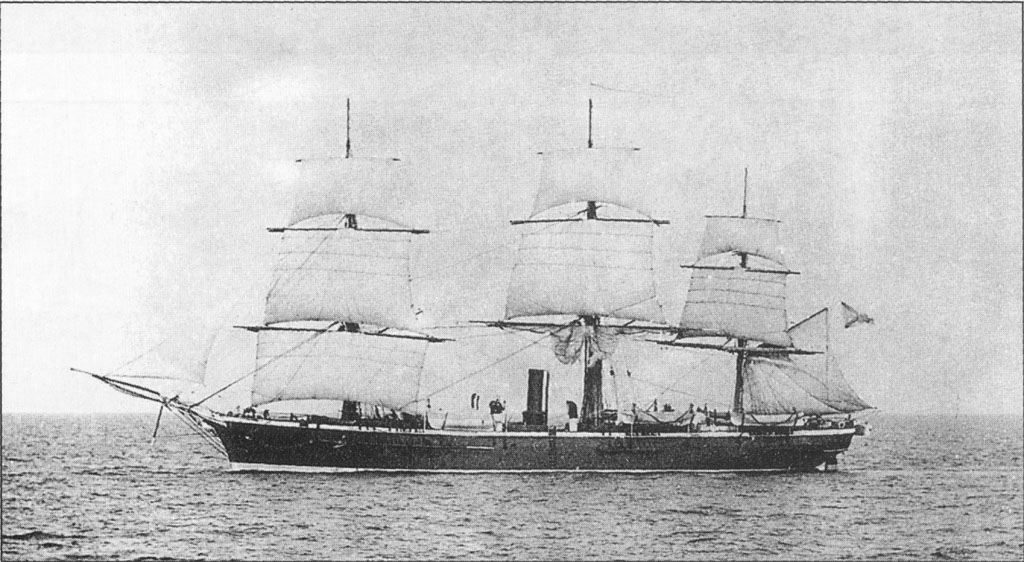
Een 19e-eeuws korvet; het Russische schip Vitjaz van de Russische Keizerlijke Marine

Een korvet is bij de zeemachten geen officiële classificatie, maar in de wandelgangen de term voor een klein type fregat. Doorgaans gaat het om een schip tussen 500 en 2000 ton waterverplaatsing, hoewel ook groter voorkomt. De nieuwe Zuid-Afrikaanse fregatten van 3000 ton worden, waarschijnlijk om politieke redenen, ook korvet genoemd.
In de regel zijn fregatten oorlogsschepen, die voor meerdere oorlogstaken (bestrijden van zee-, lucht- en onderwaterdoelen) zijn ingericht en er ook meerdere tegelijk kunnen uitvoeren. Korvetten zijn eveneens voor meerdere taken uitgerust, maar kunnen er maar één tegelijk uitvoeren.

## Geschiedenis
De benaming kwam in het zeilvaarttijdperk (16e tot 19e eeuw) al voor, maar net als fregatten verdwenen korvetten aan het eind van de 19e eeuw uit de marines. Korvetten waren, ook toen al, kleiner dan fregatten, maar groter dan een oorlogssloep. Net als fregatten hadden korvetten maar één geschutdek.
In de Tweede Wereldoorlog werd de korvet door de Royal Navy opnieuw geïntroduceerd. Het ging nu om kleine escorteschepen (Flowerklasse). Deze schepen werden in grote aantallen op commerciële werven gebouwd, gebaseerd op de rompen van trawlers. Ze dienden vooral voor konvooibescherming, waardoor torpedobootjagers vrij kwamen voor andere taken. Omdat de eerste korvetten te klein bleken in de praktijk werden latere series escorteschepen groter en als fregat geklasseerd (zoals de River klasse).
Na de Tweede Wereldoorlog zag men korvetten vooral bij marines rond de Middellandse Zee, de Oostzee en Arabische wateren verschijnen, waar ze in de lopen der jaren werden doorontwikkeld voor diverse gespecialiseerde taken.

## Zweden
De Zweedse marine schafte in de jaren zeventig alle grote schepen, zoals kruisers en jagers af en verving die door kleine snelle, met zeedoelraketten bewapende, patrouilleboten. De achtergrond van deze drastische wijziging was enerzijds bezuiniging, anderzijds het inzicht dat een zee-oorlog op de Oostzee beheerst zal worden door het luchtwapen en de overlevingskans van (grote) schepen betrekkelijk gering is. Enkele incidenten in de jaren tachtig met Russische onderzeeboten, die doordrongen in Zweedse territoriale wateren, leidden echter tot het inzicht dat kleine patrouilleboten onvoldoende waren toegerust voor onderzeebootbestrijding. Dit leidde tot nieuwe ontwerpen voor grotere vaartuigen die meer voor onderzeebootbestrijding waren uitgerust. De Visbyklasse (van 620 ton) is hier een recent voorbeeld van.

## Denemarken
De Deense marine nam in het begin van de jaren tachtig drie fregatten van de Niels Juel-klasse (1300 ton) in dienst. Uitgerust met luchtdoelraketen geven deze luchtbescherming aan flottieljes snelle patrouilleboten. Een recenter type is de Thetisklasse, van 3.500 ton, die relatief lichtbewapend vooral voor kustwachttaken wordt ingezet. De Thetisklasse is daarmee meer een OPV, maar de schepen kunnen vrij eenvoudig van extra bewapening worden voorzien.

## Israël
Israël nam vanaf 1994 drie korvetten van de Eilath-klasse (Sa'ar 5-type) in dienst. Deze waren gebaseerd op de succesvolle Sa'ar (4 en 4.5-typen) snelle patrouilleboten, maar met hun 1200 ton waren ze meer dan dubbel zo groot als de 500 ton van de voorgaande series. De grootte was vooral nodig om een stabieler platform voor de boordhelikopter te krijgen. Ook voeren de schepen een dubbel aantal luchtdoelraketten (64 van het Barak type). Een nadeel van de Eilath-klasse is echter dat door de forse bewapening de schepen nog steeds problemen hebben met de stabiliteit. 
Israël plaatste in 2015 een order bij het Duitse ThyssenKrupp Marine Systems voor vier nieuwe Sa'ar 6-Klasse korvetten.De order bedaagde 430 miljoen per schip. Deze zijn alle vier in 2020/2021 afgeleverd en in dienst gesteld nadat de Israëlische software en defensiesystemen was geplaatst.

## Nederland
Al kort na de Tweede Wereldoorlog nam de Koninklijke Marine kleine escorteschepen over van de Australiërs (Bathanklasse) voor patrouilletaken in Indonesië.
Tussen 1954 en 1984 werden kleine fregatten (Roofdierklasse) door de Koninklijke Marine gebruikt voor kustwachttaken op de Noordzee. Dit waren voormalige Amerikaanse patrol-craft escorts.
Vanaf de eeuwwisseling is er discussie om een deel van de fregatten door korvetten te vervangen. De minister van defensie heeft de Tweede Kamer daarover tweemaal gerapporteerd.
Eind 2004 werd de GOSKM studie (Grote Schepen Koninklijke Marine) gepresenteerd. Hierin werden onder meer vier ontwerpen voor een korvet geschetst (het zogenaamde U, S+, S en K-type), variërend van een schip (het U-type) dat samen met fregatten in het hoogste geweldsspectrum kan optreden tot een schip dat uitsluitend bestemd is voor kustwachttaken (het K-type). Voorgesteld werd echter van de bouw van korvetten af te zien, omdat met de beschikbare (tien) fregatten de marine alle taken kon uitvoeren.
In het najaar van 2005 (Marinestudie 2005) volgde echter een nieuwe studie, waarin de bouw bepleit werd van vier zeegaande patrouilleschepen voor kustwachttaken in het Caraïbisch gebied en op de Noordzee. Hoewel de benaming korvet vermeden is gaat het in grote lijnen om een, met het S-  en K-type, vergelijkbaar vaartuig.

## Rangen
De aanduiding korvet komt nog voor in de rang van korvetkapitein bij de marinecomponent van de Belgische strijdkrachten, alsmede bij de marines van Frankrijk (Capitaine de Corvette), Italië (Capitano di Corvetta) en Duitsland (Korvettenkapitän). De rang komt dan overeen met die van majoor bij de landstrijdkrachten, en met die van luitenant ter zee der 1ste klasse bij de Nederlandse Koninklijke Marine.